# U (лінія ЛРТ, Ийджонбу)

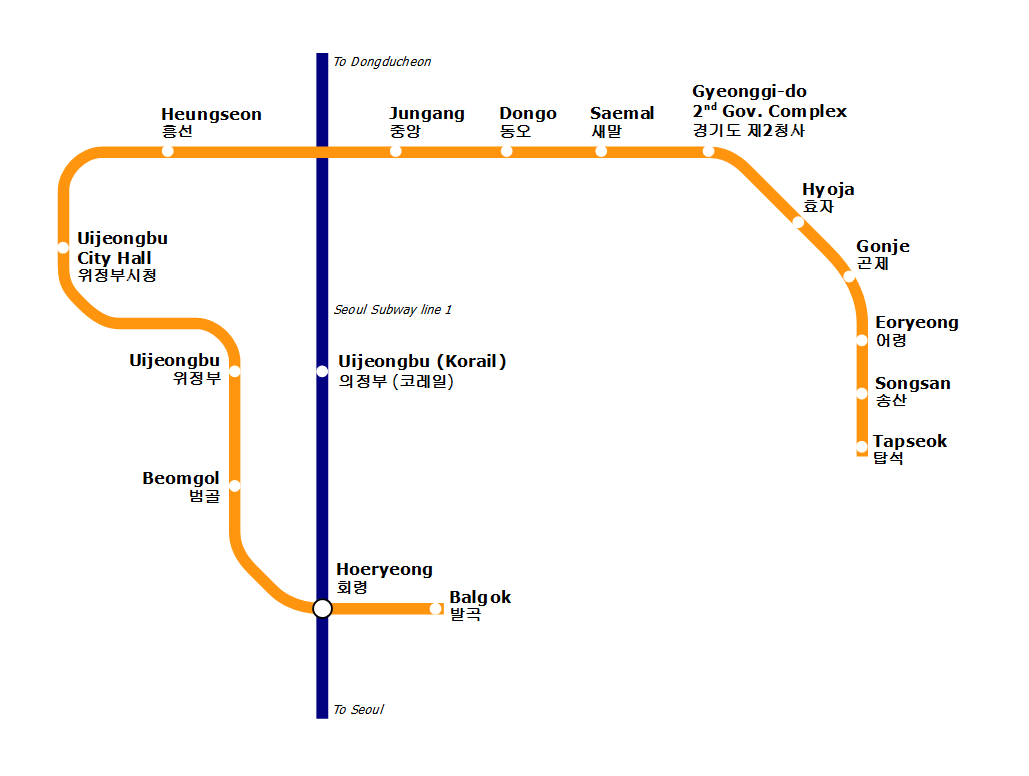
Схема лінії

U (лінія ЛРТ, Ийджонбу) (кор. 의정부 경전철) — повністю інтегрована в систему Сеульського метрополітену лінія ЛРТ в місті Ийджонбу, провінція Кьонгі, Південна Корея.

## Історія
Проєктування лінії ЛРТ в місті розпочалося наприкінці 1995 року, але через тривалий процес пошуку інвестора до будівництва діло дійшло лише через 10 років. Будівництво розпочалося 28 серпня 2007 року. Лінія відкрита 29 червня 2012 року в безкоштовному режимі, офіційно лінія в повному складі відкрилася 1 липня того ж року.

## Лінія
Повністю естакадна, автоматизована лінія ЛРТ обслуговує місто Ийджонбу та поєднує його з усією системою метро Сеула. На лінії діють єдині тарифи що діють в Сеульському метрополітені. Інтервал руху починається від 3,5 хвилин у годину пік та 6 — 10 хвилин в решту часу.

## Рухомий склад
Лінію обслуговують 15 двовагонних автоматизованих потягів з шинним ходом виробництва Сіменс. Використовується подібна до Четвертої лінії Пусанського метро технологія.

## Станції
Всі станції на лінії естакадні з береговими платформами, та обладнані захисними скляними дверима що відділяють платформу від потягу.
| Лінія U   |                                         |                  |                                                  |             |
| № станції | Назва українською                       | Назва корейською | Назва англійською                                | Пересадка   |
| U110      | «Пальгок»                               | 발곡             | «Balgok»                                         |             |
| U111      | «Хорьонг»                               | 회룡             | «Hoeryong»                                       | Перша лінія |
| U112      | «Бомголь»                               | 범골             | «Beomgol»                                        |             |
| U113      | «Вокзал Ийджонбу»                       | 경전철의정부     | «Uijeongbu»                                      |             |
| U114      | «Мерія Ийджонбу»                        | 의정부시청       | «Uijeongbu City Hall»                            |             |
| U115      | «Хингсон»                               | 흥선             | «Heungseon»                                      |             |
| U117      | «Ийджонбу Чунганг»                      | 의정부중앙       | «Uijeongbu Jung-ang»                             |             |
| U118      | «Донг'о»                                | 동오             | «Dong-o»                                         |             |
| U119      | «Семаль»                                | 새말             | «Sae-mal»                                        |             |
| U120      | «Північний офіс уряду провінції Кьонгі» | 경기도청북부청사 | «Gyeonggi Provincial Government Northern Office» |             |
| U121      | «Хьоча»                                 | 효자             | «Hyoja»                                          |             |
| U122      | «Конче»                                 | 곤제             | «Gonje»                                          |             |
| U123      | «Орьонг»                                | 어룡             | «Eoryong»                                        |             |
| U124      | «Сонгсан»                               | 송산             | «Songsan»                                        |             |
| U125      | «Тапсок»                                | 탑석             | «Tapseok»                                        |             |

## Галерея

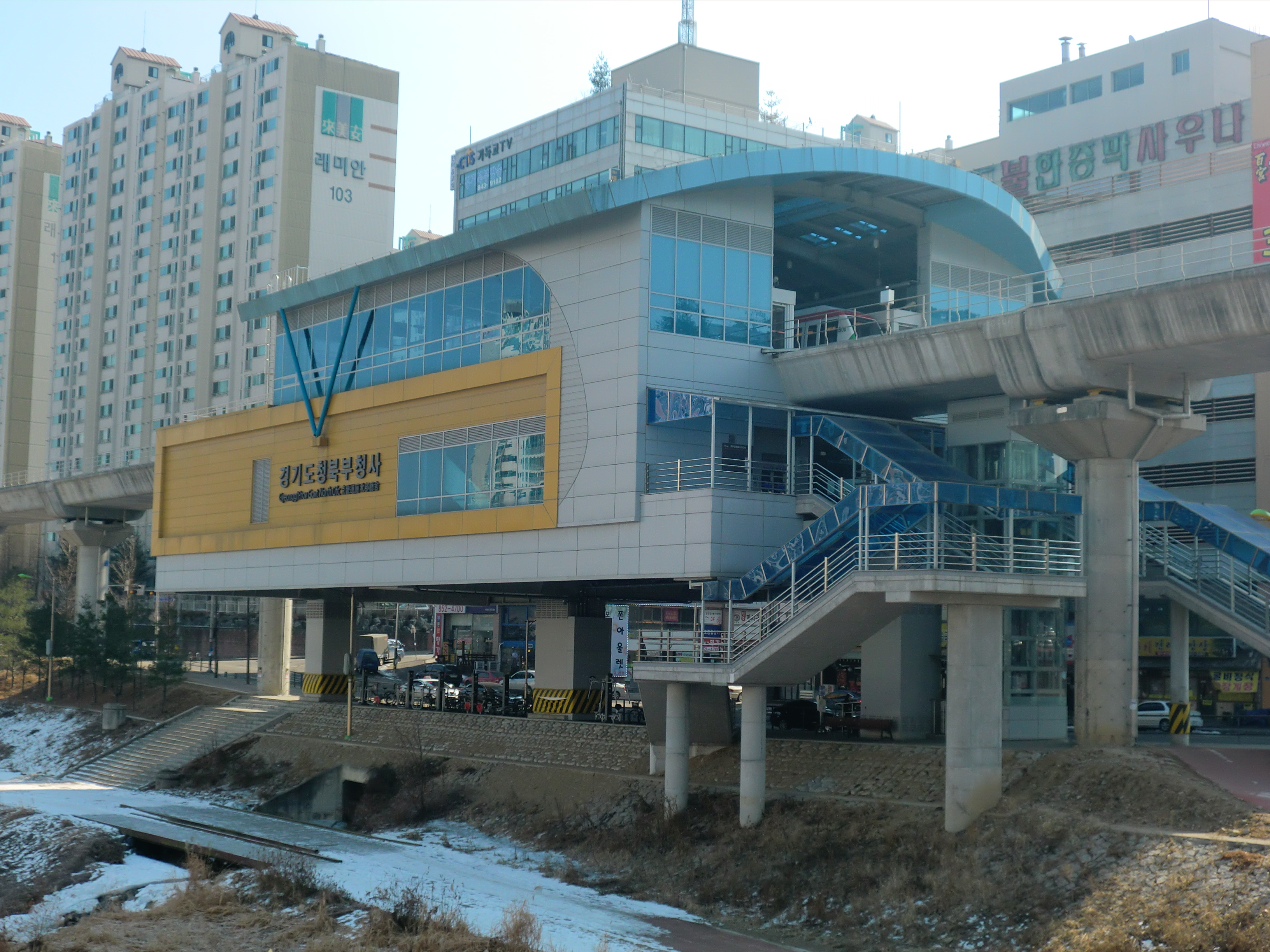
Станція «Північний офіс уряду провінції Кьонгі»
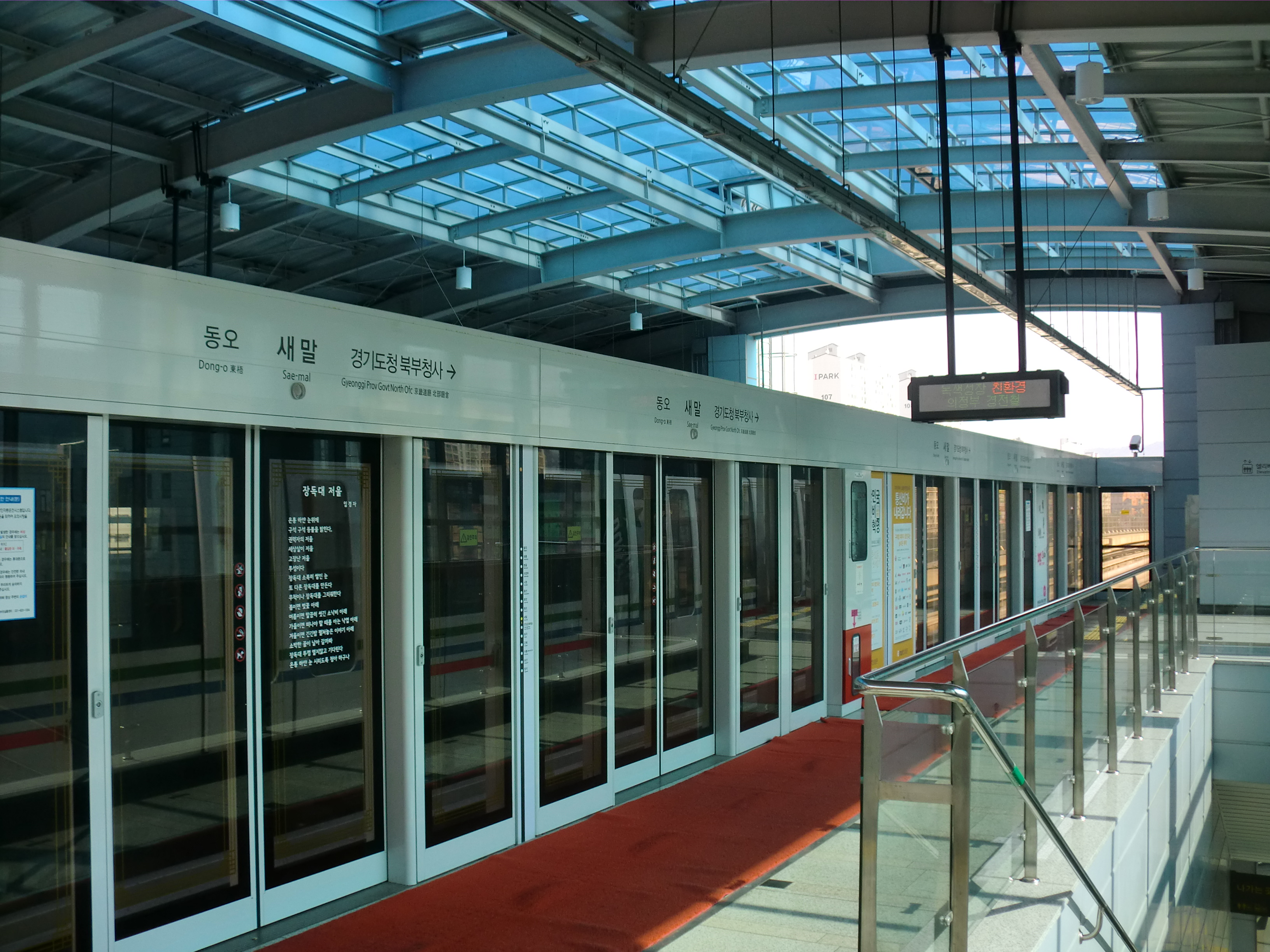
Станційні двері на станції «Семаль»
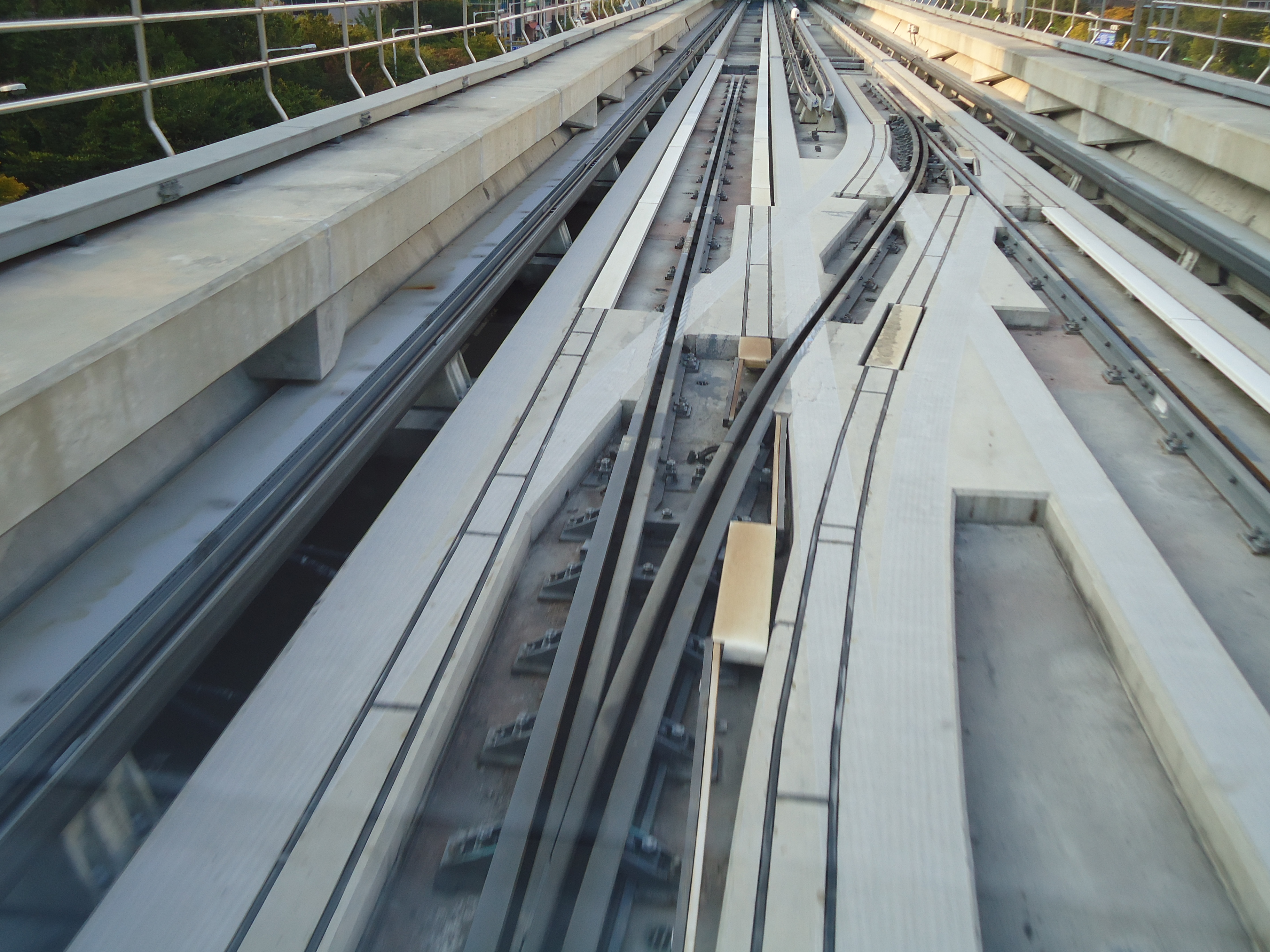
Колії метро з шинним ходом
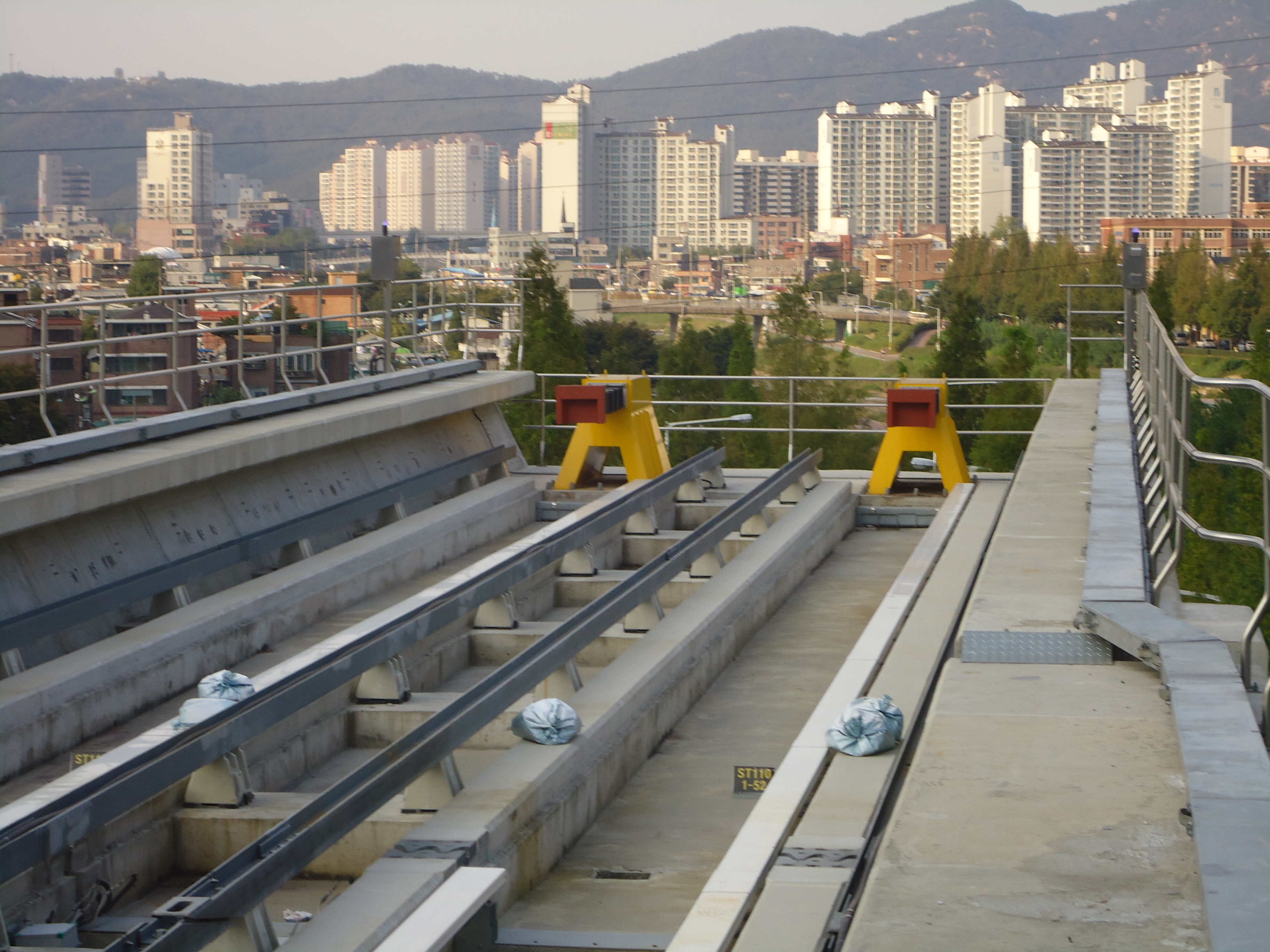
Тупік на кінцеві станції